# 제3시설단
제3시설단(일본어: 第3施設団 다이산시세쓰단[*], 영어: JGSDF 3rd Engineer Brigade)는 육상자위대 동부방면대 예하 시설단이다.

## 역사
1961년 8월 17일, 제3시설단이 창설되었다. 제3시설단은 제1시설군, 제301패널중대, 제301부교중대, 나요로 주둔지의 제301지구시설대, 비호로 주둔지의 제306지구시설대, 구시로 주둔지의 제307지구시설대, 가미후라노 주둔지의 제308지구시설대, 제303, 304, 313덤프차량중대를 편성하였다.
1964년 3월 26일, 다카다 주둔지의 제311지구시설대가 하코다테 주둔지로 이사하였다. 8월 1일, 제301패널중대, 제301부교중대가 제301, 302가교중대로 재편성되었다. 8월 12일에 제302가교중대는 오고리 주둔지로 이사하였다.
1976년 3월 25일, 시설단 편제가 변경되었다. 예하 제1시설단의 제102시설대대가 제301지구시설대, 제103시설대대가 제3011지구시설대와 병합되어, 제12,13시설군으로 재편성되고, 제104시설대대와 제307지구시설대는 제1시설군에 병합되었다. 그리고 제306, 308지구시설대는 단 직할부대으로 재편성되었다.
1982년 3월 25일, 제301가교중대를 제105시설기재대로 재편성하고 제303덤프차량중대가 단 직할부대가 되었다.
1988년 3월 25일, 지구시설대 편제가 버려짐에 따라 제306, 308시설지구대가 해체되었다.
1991년, 제1시설군 예하 제301갱도중대, 3년 뒤 1994년에 제12시설군 예하에 제302갱도중대가 창설되었다
1996년 3월, 하코다테 주둔지의 제13시설군 제343시설중대가 굿챤 주둔지로 이사하였다.
2000년 3월 28일, 제13시설군 예하부대가 기능별중대로 개편되고, 후방지원체제 이행에 따라 정비부문이 북부방면후방지원대 제101시설직접지원대대로 넘어갔다.
2004년 3월 제1시설군의 해체작업에 따라 23일에 제314시설중대가 제12시설군 제342시설중대에 병합되고, 제342시설중대가 재편성되었다. 제341시설중대가 해체되었다. 그리고 3월 마지막 날인 29일에 예정대로 제1시설군이 해체되고 제301갱도중대가 제13시설군으로 전속하였다.
2008년 3월 26일, 제3시설단이 북부방면시설대로 축소되었다. 그 영향을 받은 제13시설군이 시설대로 규모가 축소되고, 제301갱도중대와 제302수해재해중대가 북부방면시설대 직할부대가 되었다.
2017년 3월 27일, 제3시설단으로 재편성되면서 휘하에 제14시설군이 창설되고, 제12시설군 예하부대는 기능별중대로, 제13시설대가 시설군으로 개편되었다. 그리고 제302수재재해중대가 제13시설군으로 전속, 미나미에니와 주둔지의 제301갱도는 가미후라노 주둔지로 건너가 제14시설군으로 전속하였다.

## 편성
- 단 본부 및 본부중대 - 미나미에니와 주둔지
- 제12시설군 - 이와미자와 주둔지
  - 군 본부 및 본부관리중대
  - 제398시설중대
  - 제399시설중대
  - 제400시설중대
  - 제387시설중대
  - 제302갱도중대
- 제13시설군 -  호로벳쓰 주둔지
  - 군 본부 및 본부관리중대
  - 제360시설중대
  - 제361시설중대 - 굿챤 주둔지
  - 제383시설중대
  - 제302수해재해중대
- 제14시설군 - 가미후라노 주둔지
  - 군 본부 및 본부관리중대
  - 제395시설중대
  - 제396시설중대
  - 제397시설중대 - 구시로 주둔지
  - 제301갱도중대
- 제105시설기재대 - 미나미에니와 주둔지
- 제303덤프차량중대 - 미나미에니와 주둔지

## 계보
- 1961년 8월 17일
  - 일본어: 第3施設団 다이산시세쓰단[*]
  - 영어: JGSDF 3rd Engineer Brigade
- 2008년 3월 26일
  - 일본어: 第3北部方面施設隊 호쿠부호멘시세쓰단[*]
  - 영어: JGSDF Northern Army Engineer Troop
- 2017년 3월 27일
  - 일본어: 第3施設団 다이산시세쓰단[*]
  - 영어: JGSDF 3rd Engineer Brigade

## 참고
1. ↑  “平成28年度概算要求の概要” (PDF). 《www.mod.go.jp》 (일본어) (防衛省): 30(26). 2019년 8월 12일에 원본 문서 (PDF)에서 보존된 문서. 2019년 8월 27일에 확인함.
2. ↑  “南恵庭に第3施設団新編、陸上自衛隊北部方面隊” (일본어). 苫小牧民報社. 2017년 3월 27일. 2017년 3월 30일에 원본 문서에서 보존된 문서. 2019년 8월 27일에 확인함.